# Scale (Roman)
Scale (deutsch Skala) ist ein Science-Fiction-Roman des australischen Schriftstellers Greg Egan, veröffentlicht im Jahr 2023. Der Roman beschreibt eine Welt, in welcher Materie anders zusammengesetzt ist und in welcher Menschen in verschiedenen Größen leben, sowie den Spannungen zwischen ihnen.

## Handlung
In einer Welt mit aus acht Generationen an Leptonen bestehender Materie, von denen jede die doppelte Masse der vorherigen hat, haben Menschen sieben verschiedene Skalen und es gibt zudem eine gerade in der Forschung befindliche achte Generation. Jede Skala ist doppelt so groß wie die vorherige, wobei Skala Eins, bestehend aus normal großen Menschen, die größte und Skala Sieben, bestehend aus Menschen von der Größe von Lego-Figuren, die kleinste ist. Obwohl diese sich meist in ihre eigenen Distrikte trennen, kann es Nachfahren in einer anderen Skala geben. Verschiedene Skalen sorgen für einzigartige Probleme, etwa da Denkgeschwindigkeiten oder Lebenserwartungen verschieden sind oder Moleküle aus Materie einer Skala für eine andere Skala nicht funktionieren. Kommunikation zwischen den Skalen ist ebenfalls schwierig, da die Modulation von Frequenzen notwendig ist, jedoch gibt es eine als Panscala bekannte universelle Sprache. Da etwa das Körpervolumen mit der dritten Potenz wächst, gibt es Diskussionen ob Ressourcen bezüglich einer logarithmischen oder linearen Skala aufgeteilt werden sollen. All das sorgt für Spannungen zwischen den Skalen.
Sam Mujrif, ein Detektiv der Skala Vier, wird von Jessica Leon beauftragt, ihre Schwester Cara Leon zu finden, eine Frau der Skala Eins. Vor ihrem Verschwinden handelte Cara Leon mit Elektronik im Distrikt Vier und wurde dort auch zuletzt gesehen. Sam Mujrif entdeckt, dass Cara Leon für ein Experiment entführt wurde, bei dem sie unter Wasser in einem Dom aus Metall der Skala Sieben festgehalten wurde, welches durch die neue Technologie der Leptonenmanipulation hergestellt wurde. Sie wird gerettet und mit ihrer Schwester Jessica Leon wiedervereint, wobei ihre Aussagen darauf schließen lassen, dass sie in Distrikt Vier auf etwas gestoßen ist, was sie nicht hätte sehen sollen. Kurz darauf erscheint eine riesige Explosion ähnlich einer Nuklearwaffe über allen Distrikten, was zunächst Panik auslöst. Es stellt sich heraus, dass Distrikt Sieben die Raumsonde Freundschaft in einen Orbit um die Erde geschossen hat und die Kolonialisierung von Mond und Mars vorbereitet, was die Experimente mit Cara Leon erklärt. Obwohl der Orbit von Freundschaft mit den Schlafzyklen mehrerer Distrikte synchronisiert ist und für alle Skalen sichtbare Signale aussendet, wird dieser von vielen als passiv-aggressive Demonstration von Macht wahrgenommen. Zudem stellt sich heraus, dass Distrikt Sieben an der Erweiterung der Leptonenmanipulation arbeitet, um genetische Informationen durch Übersetzung der verschiedenen an ihrer Biologie beteiligten Analogen der Atome zwischen verschiedenen Skalen zu übertragen. Diskussionen und eine Abstimmung werden über die Technologie abgehalten, welche jedoch weder einen Sieg dafür oder dagegen ergibt, sondern stattdessen eine dritte Möglichkeit. Daraufhin erzählt der Sohn von Sam Mujrif ihm, demnächst im Astronautenprogramm von Distrikt Sieben zu studieren, welches vierundzwanzig Studenten von jedem Distrikt annimmt, und sich nicht mehr um die gemeinsame Zukunft der Skalen zu sorgen.

## Hintergrund
Im unseren Universum gibt es drei Generationen an Leptonen, nämlich Elektronen, Myonen und Tauonen, deren Massen ebenfalls verschieden sind. Myonen sind 207 Mal schwerer als Elektronen und Tauonen sind 3477 Mal schwerer als Elektronen. Obwohl Materie mit Elektronen ersetzt durch Myonen und Tauonen künstlich hergestellt werden kann, ist diese instabil da sowohl Myonen als auch Tauonen zerfallen. In Scale sind die acht Generationen an Leptonen fiktiv und haben nichts mit dem Achtfachen Weg oder den acht Gell-Mann-Matrizen zu tun, welche in der echten Teilchenphysik auftauchen. Die Verhältnisse ihrer jeweiligen Massen überträgt sich auf Verhältnisse ihrer jeweiligen Bohr-Radien, was die verschiedenen Größen erklärt. Mehr Hintergrund mit Berechnungen werden von Greg Egan auf seiner Webseite beschrieben.

## Kritik
Alexandra Pierce schreibt im Locus Magazine, dass weder die wissenschaftlichen Ideen noch die Erzählung da sind, um das jeweils andere zu tragen („neither the scientific ideas nor the narrative are there to carry the other“). Dadurch ist die Geschichte wirklich gedankenanregend von sowohl der politischen und wissenschaftlichen Ebene („a genuinely thought-provoking story on both a political and a scientific level“). Insgesamt ist der Roman lohnend, faszinierend und letztendlich höchst unterhaltsam, und obwohl es nicht als Einstieg in Greg Egans Werk zu empfehlen ist, ist es ein wunderbares Beispiel dafür, wie scheinbar seltsame Ideen in einen hervorragenden Roman verwandelt werden können („rewarding, intriguing, and ultimately highly enjoyable, and while maybe I wouldn’t suggest as your entry to Greg Egan’s work, it’s a marvellous example of how seemingly bizarre ideas can be turned into an excellent novel“).